# VfL Neuwied
VfL Neuwied is een Duitse voetbalclub uit Neuwied (deelstaat Rijnland-Palts). De club was actief op het hoogste niveau in de jaren twintig en opnieuw tijdens de Tweede Wereldoorlog in de Gauliga Moselland.

## Geschiedenis
Op 8 september 1908 werd FC Viktoria 08 Neuwied opgericht. Twee jaar later sloot Germania Neuwied zich bij de club aan en in 1919 werd de naam gewijzigd in SV Viktoria 08 Neuwied. Een jaar later speelde de club voor het eerst op het hoogste niveau in de nieuwe Rijncompetitie. Er waren vier reeksen en in een groep met zes clubs werd Viktoria vierde. De competitie werd na dit seizoen herleid tot één reeks en hier kwalificeerde zich de club niet voor. In 1927 promoveerde de club terug, maar werd laatste. Na dit seizoen werden de clubs uit de regio overgeheveld naar de Middenrijncompetitie, echter slaagde Viktoria er niet in om nog te promoveren.
In 1933 werd de Gauliga Mittelrhein ingevoerd als hoogste klasse en deze werd in 1941 gesplitst vanwege de perikelen in de Tweede Wereldoorlog. Viktoria plaatste zich voor de Gauliga Moselland en eindigde twee seizoenen op de laatste plaats, tijdens het laatste seizoen trok de club zich terug.
Op 7 december 1947 werd de naam gewijzigd in TuS Neuwied en op 9 december 1949 werd de huidige naam aangenomen. In 1951 werd de club kampioen van Rijnland en kwalificeerde zich voor het Duitse amateurkampioenschap en verloor in de achtste finale van SSV Troisdorf 05. Het volgende seizoen ging de club in de II. Division Südwest spelen en werd vierde in 1954. Vier jaar later volgde een degradatie naar de amateurliga. In 1970 werd de club kampioen en maakte kans op promotie naar de Regionalliga (toen de tweede klasse), maar miste deze in de eindronde. Na een vicetitel in 1975 plaatsten ze zich opnieuw voor het amateurkampioenschap en verloor nu in de eerste ronde van SpVgg 07 Ludwigsburg.
Nadat de amateurliga in 1978 vervangen werd door de Oberliga, die de nieuwe derde klasse werd, en de club zich hiervoor niet plaatste begon een neerwaarste spiraal voor de club die uitmondde in de laagste regionen van het Duitse voetbal. Tussen 2002 en 2008 sloot de club zich bij Spielgemeinschaft Neuwied aan alvorens opnieuw zelfstandig te starten in de Kreisliga D. Intussen kon de club wel twee keer promoveren.